# Séminaire préparatoire archevêque Quigley
Le séminaire préparatoire archevêque Quigley (en anglais : Archbishop Quigley Preparatory Seminary) est un ancien établissement d'enseignement secondaire (collège - lycée) préparant au séminaire, administré par l'Église catholique de l'archidiocèse de Chicago et destiné aux jeunes hommes qui envisageaient de devenir prêtre.
Il est situé au 103 East Chestnut Street dans le centre-ville de Chicago à côté d'un des deux campus de l'Université Loyola de Chicago et à proximité du quartier historique de la Water Tower Place, dans le secteur financier du Loop.

## Description
Le collège de la cathédrale du Sacré-Cœur avait été fondé en 1905. En 1916, le cardinal George Mundelein a annoncé la construction d'un établissement préparatoire au séminaire qui fut nommé en l'honneur de son prédécesseur, Mgr James Edward Quigley. Après près de 90 ans d'activités, il a fermé le 22 juin 2007 et, après une période de travaux de rénovation, est devenu fin 2008 le Archbishop Quigley Center, un centre pastoral et le siège de l'archidiocèse.
Faisant écho aux théories pédagogiques de Johann Wolfgang von Goethe, le cardinal Mundelein entouré des élèves de Quigley s'exclama :

« Ce sera sans aucun doute le plus bel édifice, ici à Chicago, sans exclure les différents bâtiments de l'université de Chicago. »

Les vitraux de la chapelle Saint James de Quigley ont été inspirés par la Sainte-Chapelle de Paris. La chapelle, bénie le 10 juin 1920, a été conçue par le cabinet d'architecture new-yorkais de Gustav Steinbeck et Zachary Taylor Davis, avec des vitraux de Robert Gilles de la Société John Kinsella J. à Chicago. La chapelle est inscrite sur la liste du Registre national des lieux historiques, et est l'un des espaces spirituels les plus époustouflants de la ville de Chicago.
Parmi les anciens élèves de l'établissement, on recense près de 2 500 prêtres, deux cardinaux, plus de quarante évêques, deux experts du Concile Vatican II, de nombreux récipiendaires de la Medal of Honor et la médaille présidentielle de la Liberté, mais également, dans le domaine sportif, deux membres du Basketball Hall of Fame.